# Dwunastu braci
Dwunastu braci (niem. Die zwölf Brüder) – baśń opublikowana przez  braci Grimm w 1812 roku w ich zbiorze Baśni (tom 1, nr 9). Zawiera wątki z folkloru ludowego powtarzającego się w wielu baśniach ludowych.

## Treść
W pewnym królestwie król i królowa mieli dwunastu synów. Pewnego dnia król rzekł do swojej żony:  "Jeśli trzynaste dziecko, które wydasz na świat, będzie dziewczynką, niechaj umrze dwunastka chłopców, aby jej bogactwo było wielkie, a królestwo przypadło tylko jej samej." Rozkazał rzemieślnikom wykonać dwanaście trumien dla swoich synów i przynieść je do zamkniętej izby. Królowa była bardzo zrozpaczona z tego powodu. Wówczas podszedł do niej najmłodszy z synów, Benjamin, i zapytał o powód jej smutku. Matka opowiadała mu o rozkazie ojca. Wówczas bracia postanowili opuścić królewski zamek i zaszyć się w lesie do czasu, aż będzie wiadomo czy ich matka urodzi syna czy córkę. Matka obiecała, że jeśli urodzi się córka - wywiesi na zamkowej wieży czerwoną flagę, na znak, żeby nie wracali do domu. Parę dni potem ujrzeli na wieży czerwoną flagę. Wiedzieli, że nie mają po co wracać. Zamieszkali w opuszczonym domku w środku lasu. Postanowili, że codziennie będą wychodzić na polowanie, a najmłodszy brat, jako najsłabszy, będzie pilnował domu i gospodarzył w nim. Dodatkowo obiecali sobie, że jeśli w lesie zjawi się jakaś dziewczynka - bezzwłocznie ją zabiją z zemsty za ich wygnanie. 
Tymczasem ich siostra dorastała na zamku rodziców. Pewnego dnia przypadkiem natrafiła w jednej z komnat na dwanaście męskich koszul. Zapytała matki do kogo one należały. Wówczas matka opowiedziała o jej braciach, którzy z jej powodu musieli opuścić zamek. Księżniczka postanowiła ich odszukać. Udała się do lasu, gdzie w domku przebywał jej brat Benjamin. Benjamin zauroczony piękną dziewczyną zapytał kim jest. Odparła, że jest córką króla i szuka zaginionych dwunastu braci. Wówczas brat oświadczył, że on jest jednym z jej braci, a pozostali są na polowaniu. Tymczasem kazał się jej ukryć, gdyż obawiał się, że bracia mogą ją zabić zgodnie ze ślubowaniem które złożyli. Kiedy bracia wrócili z polowania, Benjamin kazał im odwołać uczynioną obietnicę, że zabiją pierwszą napotkaną dziewczynę, a kiedy to zrobili przedstawił im siostrę. Bracia bardzo się ucieszyli. Siostra zamieszkała z nimi i od tego czasu zajmowała się domem, kiedy byli na polowaniu.
Pewnego dnia, podczas uroczystego obiadu, księżniczka chciała zrobić przyjemność braciom i zerwała dla każdego po lilii, rosnącej w ogródku obok domku. Jednak wtedy bracia przemienili się w kruki i odlecieli. Zniknął też domek i ogród, a księżniczka pozostała sama w lesie. Wtedy podeszła do niej staruszka, powiedziała, że źle zrobiła zrywając czarodziejskie lilie i że teraz jej bracia zostaną krukami na zawsze. Widząc rozpacz księżniczki, staruszka poradziła jednak jak ich odczarować. Musi przez siedem lat milczeć i nie wolno się jej uśmiechnąć. 
Od tej pory księżniczka mieszkała sama w lesie zachowując milczenie. Jakiś czas później spotkała w lesie młodego króla, który przebywał na polowaniu. Król zakochał się w niej od pierwszego wejrzenia i poprosił ją o rękę. Księżniczka nie mogła odpowiedzieć, ale skinęła głową, że się zgadza. Odbył się ślub. Jednak matka króla nienawidziła synowej i zaczęła ją oskarżać o różne złe rzeczy. Księżniczka nie mogąc mówić, nie mogła się bronić. A brak uśmiechu, według królowej, oznaczał, że ma nieczyste sumienie. Ostatecznie król uwierzył matce i kazał przygotować stos. Kiedy zaczął się palić, z nieba zleciało dwanaście kruków, które zaczęły gasić płomień i chronić księżniczkę. Następnie kruki zamieniły się w młodzieńców. Okazało się, że minęło już siedem lat od ich przemiany, a księżniczka swoim wytrwałym milczeniem zdjęła z nich czar. Księżniczkę uwolniono, a złą królową skazano na śmierć.